# Drygawka
Drygawka – długie wiosło flisackie umieszczone na przodzie lub tyle tratwy, służące do jej sterowania.
"drygawka", zwana na Pomorzu – sterem, na wschodzie Polski – opoczyną, w Krakowskiem – pojazdem, jest to duże wiosło długości 8-9 m, w grubszym końcu płasko zaciosane lub też oprawione w cienkie deszczułeczki /wyłącznie na Dunajcu/. Średnica dłużycy przeznaczonej na wyrób drygawki wynosi w grubszym końcu ok. 20 cm.